# Fanta Sylla
Pour les articles homonymes, voir Sylla (homonymie).
Fatoumata Sylla dite Fanta Sylla, née le 11 décembre 1954 à Ségou, est une femme politique et avocate malienne. Elle est la première femme avocate et l'unique bâtonnière de l'Ordre des Avocats au Mali, de 1998 à 2004 et a notamment été ministre de la Justice de 2004 à 2007.

## Biographie
Fanta Sylla obtient une licence en droit à l'université Toulouse-I-Capitole en 1976, un DEA en relations internationales publiques et privées en 1980 et un Certificat d’aptitude de la profession d’avocat à l'université Paris-Nanterre. Elle retourne ensuite au Mali, où elle est membre du Conseil national de l'Ordre des Avocats du Mali 1987 à 1992 et bâtonnière de 1998 à 2004. Elle est ministre de la Justice du 2 mai 2004 au 3 octobre 2007 au sein du gouvernement Ousmane Issoufi Maïga.